# Phaonia nititerga
Phaonia nititerga är en tvåvingeart som beskrevs av Xue 1988. Phaonia nititerga ingår i släktet Phaonia och familjen husflugor. Inga underarter finns listade i Catalogue of Life.